# 基維奧瓦加南山
11°42′24″S 76°01′06″W / 11.70667°S 76.01833°W
基維奧瓦加南山（Kiwyu Waqanan），是秘魯的山峰，位於該國中部胡寧大區，由瓦伊瓦伊區和堯利區負責管轄，屬於帕里亞卡卡山脈的一部分，海拔高度5,100米。